# Украинский научно-исследовательский институт педагогики
Институт педагогики Национальной академии педагогических наук Украины — исследовательский институт на Украине.

## История и деятельность
Основан в 1926 году в Харькове, в 1934 году был переведён в Киев в связи с передачей столичного статуса Киеву.
С институтом связна деятельность таких всемирно известных учёных как тифло-сурдопедагог И. А. Соколянский, проводивший исследования условий культурного развития слепоглухонемых детей (первый директор института и заведующий отделом дефектологии), В. И. Аснин, П. И. Зинченко, Г. Д. Луков, вышедшие из аспирантуры института и составившие ядро Харьковской психологической школы, Я. Ф. Чепиги, педагога-новатора В. Ф. Шаталова (научный сотрудник НИИ педагогики УССР с 1973 г.), д.п.н., проф. Кумарина В. В. и другие.
Подведомствен Национальной академии педагогических наук Украины.